# Empresa 2.0
Una empresa 2.0 és aquella empresa que, per analogia amb la web 2.0, pren la referència d'aquesta pel que fa a l'ús d'eines de programari social. No obstant això, mentre que la web 2.0 suposa no només el simple ús d'aquestes eines sinó també canvis més profunds relacionats amb la identitat de les persones i les relacions entre elles, cal considerar a l'empresa 2.0 com una eina més per a gestió de negocis. Així doncs, englobaria l'ús dels principis i pràctiques de l'anomenada web social com a plataforma d'actuació.

## SLATES
Segons Andrew McAfee, de la Universitat Harvard, és la utilització de plataformes de programari social emergent dins de les empreses, o entre empreses, els seus socis i clients. Això significa que, tal com els usuaris de les aplicacions web 2.0 més utilitzades fan ús d'aquestes eines per crear contingut i formar comunitats sense requerir un alt grau de coneixements tècnics, aquesta mateixa capacitat pot traslladar-se a una organització.
Les idees al voltant de les quals McAfee defineix l'empresa 2.0, sota l'acrònim SLATES.
- Search: les persones busquen i troben el que necessiten per la seva activitat laboral navegant pels continguts millor o pitjor organitzats de les seves Intranets corporatives. Trobar el que busques és l'argument bàsic d'aquesta nova empresa.
- Links: la forma en què busquem ja no és mitjançant seqüència de principi a fi, sinó d'un recurs a un altre. L'enllaç és l'ordre de l'empresa 2.0.
- Authoring: si Nicholas Carr ja va anticipar el bo i el dolent de la amateurització del web 2.0, McAfee confirma que tot el món pot produir i generar els seus continguts. Cadascú és capaç de mostrar el que sap i de generar trànsit al voltant dels seus continguts, sempre que siguin útils per als altres.
- Tag: l'experiència de qui usa els sistemes d'informació d'una empresa es veu enriquit per l'etiquetatge. No són les màquines sinó els humans els que etiqueten el contingut. D'aquesta forma la recerca s'acosta al criteri de la persona i s'humanitza en bona part.
- Extensions: el sistema de recomanació com a via d'avanç en la recerca. Si li donem valor a aquest contingut i aquest al seu torn l'hi concedeix a un altre, és probable que em fixi també en aquest últim. La recerca de contingut rellevant es realitza estenent des de les connexions d'un punt d'origen. Les xarxes són la forma en què s'organitza el coneixement.
- Signals: com a forma de saber que alguna cosa rellevant ha succeït. No podem perseguir tot allò que ens interessa. Necessitem rebre senyals quan alguna cosa es mou en aquest objecte de desig que prèviament he fixat. Són les tecnologies RSS, la gran font de coneixement associada a l'empresa 2.0.

Les normes que guien el desenvolupament de les tecnologies de la Empresa 2.0 són: facilitat d'utilització i no imposició des de la tecnologia d'una estructura de treball.

## Eines de l'Empresa 2.0
L'impacte que ha causat la web 2.0 tant en termes socials i tecnològics, com en els models de negocis de venedors de programari, definitivament va influir per prendre en consideració efectes i beneficis en la seva implementació en les organitzacions.
Si el web 2.0 és dirigida per als usuaris, l'Enterprise 2.0 està dirigida als empleats, clients i stakeholders, on es fomenta l'ús d'eines de web social tant internament en les diferents unitats operatives d'una empresa com en la seva relació externa amb el sector en què es trobi.
Les eines més comunes de l'empresa 2.0 són, és clar, les que trobem també des de la perspectiva de la web social: blogs, wikis, sindicació de continguts mitjançant lectors de RSS, etiquetatge social o folcsonomia, mashups de divers tipus, programari de xarxes socials, etc.

## Perspectiva externa i perspectiva interna
D'aquesta manera, pot desenvolupar-se en un ampli espectre empresarial on es destaquen dues perspectives concretes: la perspectiva externa i la perspectiva interna. Ambdues estan dins de l'espectre comunicant, on una s'enfronta amb les unitats que es relacionen amb els clients, i l'altra amb els empleats.
Externa: (relacions públiques)
Àrees d'aplicació: Màrqueting, relacions públiques, departaments de comunicacions i imatge corporativa, servei al client
impacta a: clients, socis estratègics, etc.
dins de les activitats que es realitzen, destaquen:
investigació de mercats
retroalimentació de clients
llançament i promoció de nous productes i serveis
visió i opinió corporativa davant de temes d'interès, que evita els malentesos que podrien provocar els mitjans de comunicació. l'empresa en aquest sentit, té l'oportunitat de donar a conèixer "la seva veritat"
servei postvenda
Interna: (gestió del coneixement)
Es relaciona amb les comunicacions dins de l'empresa, sigui aquesta completament, o dins de petites unitats que després de la seva prova, es propaguen a la resta de les unitats funcionals.
Àrees: Gestió i planificació estratègica, r & d, gestió de projectes